# Vladimír Bibeň
Vladimír Bibeň (* 15. července 1943) byl slovenský a československý politik Komunistické strany Slovenska a poslanec Sněmovny lidu Federálního shromáždění za normalizace.

## Biografie
K roku 1981 se profesně uvádí jako předseda Závodního výboru ROH.
Ve volbách roku 1981 zasedl do Sněmovny lidu (volební obvod č. 141 - Dúbravka, Bratislava). Mandát obhájil ve volbách roku 1986 (obvod Bratislava-Staré Mesto). Ve Federálním shromáždění setrval do konce funkčního období, tedy do svobodných voleb roku 1990. Netýkal se ho proces kooptací do Federálního shromáždění po sametové revoluci.